# JR貨物U38A形コンテナ
U38A形コンテナ（U38Aがたコンテナ）は、日本貨物鉄道（JR貨物）輸送用として籍を編入している20ft私有コンテナ（有蓋（汎用）コンテナ）である。

## 概要
本形式の数字部位 「 38 」は、コンテナの容積を元に決定される。このコンテナ容積38 m3の算出は、厳密には端数四捨五入計算の為に、内容積37.5 m3 - 38.4 m3の間に属するコンテナが対象となる。また形式末尾のアルファベット一桁部位「A」は、コンテナの使用用途（主たる目的）が「普通品の輸送」を表す記号として付与されている。

## 特記事項
自動車輸送専用の2段積み特殊コンテナとして、1996年度より製造された。
建築限界の低い線区で運用するため、全高がU41Aより低くなっている。